# Umareru
Umareru (in inglese conosciuto come Being Born) è un dorama stagionale primaverile prodotto dal network televisivo TBS e trasmesso in 10 puntate nel 2011.

## Trama
La famiglia Hayashida è composta da padre, madre e 4 figli, 2 maschi e 2 femmine: quasi contemporaneamente al momento in cui Aiko scopre di essere incinta alla notevole età di 51 anni, il capofamiglia Shinpei muore stroncato da un attacco cardiaco mentre lavorava all'interno del suo panificio. La donna si trova così di colpo a dover affrontare la nuova e doppiamente difficile situazione, prendendo le redini del negozio e decidendo se portare avanti o meno, con tutti i rischi correlati, la propria gravidanza.
La figlia maggiore, Manami, che lavora in un'agenzia di statistiche e sondaggi, si troverà almeno inizialmente in forte contrasto con la madre nei riguardi delle scelte e decisioni familiari da assumere. Il secondo figlio, Taichi, verrà presto a sapere di essere stato adottato da piccolo, quando comincerà a venir ricattato dal padre naturale, apparso del tutto improvvisamente; oltre ad avere non chiari rapporti con certi colleghi di lavoro. Il terzo figlio, Koji, il primo ad aver sostenuto con gioia le ragioni della madre, avrà presto gravi problemi di salute. Infine, l'ultima figlia, Miko, che frequenta ancora le scuole superiori, dovrà subire il bullismo delle compagne di classe nonché di false amiche del cuore, a causa di ciò che sta accadendo all'interno della sua famiglia.

## Personaggi
- Maki Horikita - Hayashida Manami
- Tadayoshi Okura - Hayashida Taichi
- Kento Nakajima - Hayashida Koji
- Seika Taketomi - Hayashida Miko
- Misako Tanaka - Hayashida Aiko
- Yuji Miyake - Hayashida Shinpei
- Ryohei Suzuki - Okawa Yoichi

collega di lavoro di Manami, un dongiovanni.
- Keiko Toda - Kuniki Miwa
- Akio Kaneda - Nagasawa
- Yasushi Fuchikami - Koike Haruma

collega di lavoro di Taichi, ha messo incinta una sua assistente ed ha rubato un'idea importante a Taichi.
- Toru Kugasawa - Sasakawa
- Wakana Sakai - Mizukawa Maho

lavora assieme a Taichi e quest'ultimo, quando scoprirà ch'ella è stata ingannata, sedotta ed abbandonata da Haruma, proverà ad aiutarla.
- Ayumu Saito - Nakano Eita

si presenta d'un tratto davanti a Taichi affermando d'essere il suo vero padre naturale.
- Tomomi Nishimura - Uchida Rumi
- Tsugumi Shinohara - Koyama Yuki
- Matsuri Miyatake - Nishijima Maruko

giovanissima ed affezionata cliente della panetteria
- Sōta Fukushi - Yamanaka Yuya
- Koichi Otake - Moriwaki Tetta

dipendente alla panetteria della famiglia Hayashida
- Ren Ōsugi - Kondo Takumi

medico ginecologo a cui si affiderà Aiko

### Star ospiti
- Yu Kamiwaki - (ep.2)
- Miho Nakanishi - (ep.2)
- Mayumi Wakamura - Chie Kawakami (ep.3)
- Akiko Ikuina - Tomoko Yasaka (ep.4)

Kitaro (attore) - Terada Ichiro (ep.4,5,8)
- Tsuyoshi Muro - Sawada (ep.4-8)
- Hideko Hara - Haruna Torii (ep.7)
- Tomochika - Chiho Ashizawa- (ep.9)
- Kazuya Kojima - Tamaki (ep.6-10)
- Miyuki Oshima - Futoki